# چتریان
چَتریان، تیره هویج (نام علمی:  Apiaceae) و همچنین Umbelliferae تیره‌ای از گیاهان با ساقه‌های تهی هستند مانند هویج و جعفری.
تیره چتریان را را کَرَفسیان نیز نامیده‌اند.

## نگارخانه

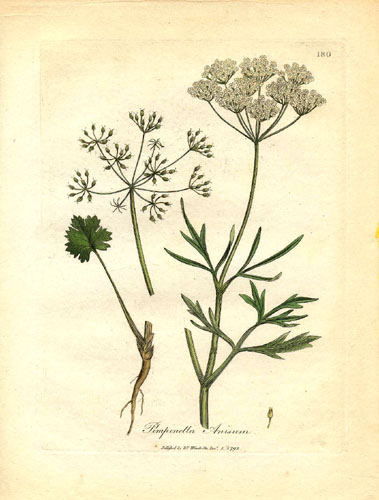
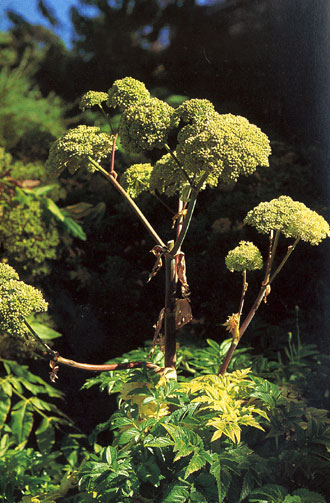
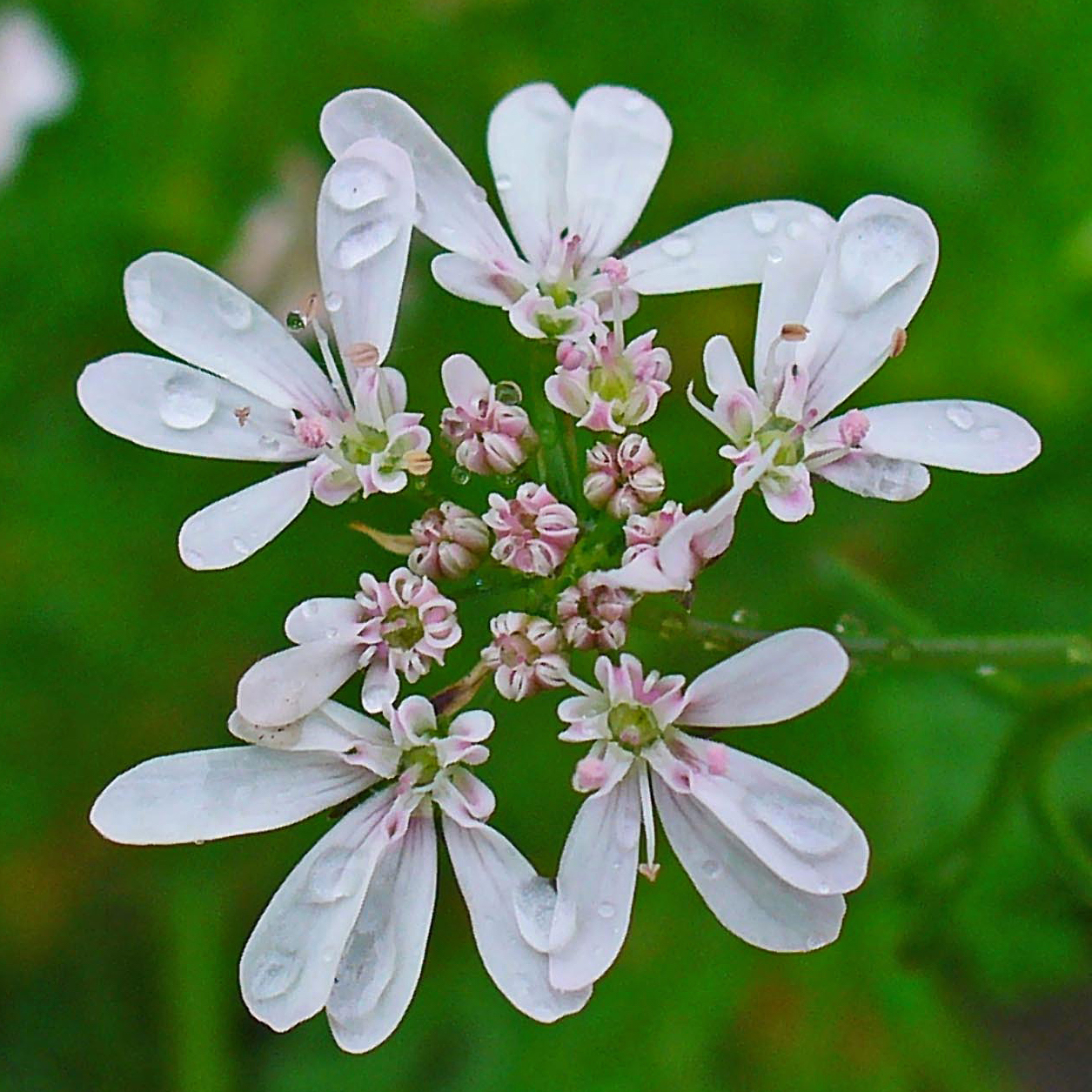

## اعضای مهم این تیره
- هویج
- کرفس
- جعفری
- بادیان
- انیسون
- رازیانه
- شست(شوید)
- زیره سبز
- زیره سیاه
- چویل